# Paula Eisenmann
 Paula Eisenmann (* 17. Mai 1953 in Oberlienz) ist eine österreichische Bäuerin und Politikerin (ÖVP). Sie ist seit 2003 Abgeordnete zum Tiroler Landtag.
Eisenmann besuchte zwischen 1959 und 1967 die Volksschule in Oberlienz und wechselte danach bis 1968 an die Haushaltungsschule Lienz. Ab 1968 besuchte Eisenmann die HBLA Kematen, wo sie 1973 die Matura ablegte. Im Anschluss war sie an der Berufspädagogischen Akademie in Ober Sankt Veit (Wien), 1976 legte sie die Lehramtsprüfung ab. Eisenmann war nach ihrer Ausbildung zwischen 1974 und 1978 als Wirtschaftsberaterin tätig und ist seit 1978 Bäuerin in Söll.
Paula Eisenmann war zwischen 1984 und 1996 Ortsbäuerin in Söll und ist seit 1992 Gemeinderätin. Sie führt seit 1997 die Liste „Wir Tiroler Frauen“ als Ortsleiterin und wurde 2003 Kammerrätin. Eisenmann wurde am 21. Oktober 2003 über den Kreiswahlvorschlag Kufstein als Abgeordnete in den Tiroler Landtag gewählt und vertritt seitdem die ÖVP in den Ausschüssen „Arbeit, Soziales und Gesundheit“, „Föderalismus und Europäische Integration“ sowie „Wirtschaft, Tourismus und Technologie“.